# Gouvernement Crispi II
Royaume d'Italie
Crispi I di Rudinì I
Le gouvernement Crispi II (Governo Crispi II, en italien) est le gouvernement du royaume d'Italie entre le 9 mars 1889 et le 6 février 1891, durant la XVIIe législature.

## Composition
Composition du gouvernement
- Gauche historique

### Président du conseil des ministres
Francesco Crispi